# 熊谷裕通
熊谷 裕通（くまがい ひろみち、1954年10月 - ）は、日本の医師、医学者（臨床栄養学・腎臓病学）。学位は医学博士（浜松医科大学・1986年）。
浜松医科大学医学部講師、静岡県立大学食品栄養科学部教授、静岡県立大学健康支援センターセンター長（第2代）、静岡県立大学大学院食品栄養環境科学研究院研究院長（第3代）などを歴任した。

## 概要
臨床栄養学や腎臓病学を専攻する医学者である。腎臓疾患の患者における栄養障害についての研究で知られている。浜松医科大学に勤務したのち、静岡県立大学で教鞭を執った。アメリカ国立老化研究所でも客員研究員を兼任した。

## 来歴

### 生い立ち
1954年生まれ。日本医科大学の医学部に進学し、1979年に卒業した。

### 研究者として
1979年、浜松医科大学の第一内科医員となる。以来、同大学の医学部にて助手や講師を務めた。1986年には、同大学より医学博士の学位を取得している。また、1987年から1989年にかけて、アメリカ国立衛生研究所の傘下であるアメリカ国立老化研究所にて、客員研究員を兼任した。
1993年、浜松医科大学を離れ、静岡県立大学の食品栄養科学部に助教授として着任する。以来、栄養学科（のちに栄養生命科学科に改組）を担当する。2006年には、静岡県立大学の食品栄養科学部にて、教授に昇任する。なお、その間、静岡県立大学の大学院にて、生活健康科学研究科の助教授や教授を兼務しており、食品栄養科学専攻を担当していた。生活健康科学研究科が薬学研究科と統合再編され、新たに食品栄養環境科学研究院が発足すると、引き続きその教授も兼務することとなった。学内では要職を歴任していた。2009年より健康支援センターのセンター長を兼務しており、2015年に後任の山田浩に引き継いだ。2015年から2017年にかけては、食品栄養環境科学研究院の研究院長を兼務していた。

## 研究
専門は医学であり、臨床栄養学や腎臓病学といった分野の研究に従事している。具体的には、腎臓病の患者における栄養障害への対策や、動脈硬化症や酸化ストレスについての研究に取り組んでいる。また、腎臓病に関連する活動として、東海地震の発生が予想される静岡県において、災害時の人工透析者への対応が急務であるとしている。静岡大学の池谷直樹や浜松医科大学の加藤明彦らとともに、人工透析患者向けの食糧備蓄の提案などに取り組んでいる。
学会活動としては、日本腎臓学会の学術評議員や日本病態栄養学会の評議員などを務めている。また、学術誌『Nutrition Journal』では編集長代理を務めている。

## 略歴
- 1954年 - 誕生。
- 1979年 - 日本医科大学医学部卒業。
- 1987年 - アメリカ国立老化研究所客員研究員。
- 1993年 - 静岡県立大学食品栄養科学部助教授。
- 2006年 - 静岡県立大学食品栄養科学部教授。
- 2006年 - 静岡県立大学大学院生活健康科学研究科教授。
- 2009年 - 静岡県立大学健康支援センターセンター長。
- 2012年 - 静岡県立大学大学院食品栄養環境科学研究院教授。
- 2015年 - 静岡県立大学大学院食品栄養環境科学研究院研究院長。

## 著作

### 単著
- 熊谷裕通著『これからの管理栄養士のためのカルテの読み方――検査値と数式の理解を中心に』カザン、2007年。ISBN 9784876895717
- 熊谷裕通著『これからの管理栄養士のためのカルテの読み方――検査値と数式の理解を中心に』改訂版、カザン、2009年。ISBN 9784876895946

### 共著
- 田中明・加藤昌彦編著、朝倉徹ほか共著『臨床栄養学』新版、建帛社、2009年。ISBN 9784767903873